# مری ویتون کالکینز
مری ویتون کالکینز (انگلیسی: Mary Whiton Calkins؛ ۳۰ مارس ۱۸۶۳ – ۲۶ فوریه ۱۹۳۰) فیلسوف، روانشناس آمریکایی و اولین زن عضو و چهاردهمین رئیس انجمن روانشناسی آمریکا بود، که در زمینه‌های حافظه، رؤیا و روانشناسی خود فعالیت‌هایی برجسته داشت. وی مبدع تکنیک جفت های متداعی بود. کالکینز به دلیل زن بودن از دریافت دکترایش از دانشگاه هاروارد محروم شد.
کالکینز شخصیتی کلیدی در تاریخ روانشناسان زن است. کالکینز در کالج ولزلی اولین آزمایشگاه روانشناسی را برای زنان تأسیس کرد. وی اولین زنی بود که توانست رئیس هر دو انجمن روانشناسی آمریکا و انجمن فلسفه آمریکا شود.
کالکینز در دانشگاه‌های هاروارد و ولزلی مشغول به تحقیقات بود و به مدت چهار دهه در کالج ولزلی روانشناسی و فلسفه تدریس می‌کرد.

## زندگی
مری ویتون کالکینز در ۳۰ مارس ۱۸۶۳ در هارتفورد، کنتیکت متولد شد و بزرگترین فرزند از پنج فرزند خانواده بود. او دوران کودکی خود را در بوفالو، نیویورک گذراند. پدرش، ولکات کالکینز، کشیش پروتستان بود و در سال ۱۸۸۱، پدرش کشیش یک کلیسا در نیوتن، ماساچوست شد.
کالکینز در سال ۱۸۸۲ در کالج اسمیت شروع به تحصیل کرد و در سال ۱۸۸۵ با مدرک لیسانس فلسفه فارغ‌التحصیل شد. پس از فارغ‌التحصیلی، خانواده کالکینز یک سفر طولانی به اروپا داشتند. کالکینز در طول سفرهایش یونانی آموخت و هنگامی که خانواده در سال ۱۸۸۷ به آمریکا بازگشتند، وی برای تدریس زبان یونانی در کالج ولزلی استخدام شد.
کالج ولزلی در نظر داشت شروع به ارائه دوره روانشناسی کند و یکی از استادان فلسفه به کالکینز توصیه کرد که در روانشناسی نیز تدریس کند، البته به شرطی که ابتدا روانشناسی را حداقل به مدت یک سال مطالعه کرده باشد. علیرغم جنسیتش، کالکین اجازه یافت با ادموند کلارک سنفورد در دانشگاه کلارک تحصیل کند و در سمینارهایی در دانشگاه هاروارد که توسط ویلیام جیمز و جوزیا رویس تدریس می‌شد شرکت کند. او در دانشگاه هاروارد در سمینارهای فارغ‌التحصیلی شرکت کرد، گرچه زنان به صورت کلی از تحصیل در هاروارد منع شده‌بودند. وی اجازه‌نامه ویژه‌ای برای شرکت در این دوره‌ها دریافت کرد، اما از پذیرش کامل به عنوان دانشجو در هر دو دانشگاه محروم شد.
در سال ۱۹۰۲، کالج رادکلیف، یک کالج مخصوص زنان، به کالکینز پیشنهاد دکترا داد، اما او این پیشنهاد را رد کرد چون باور داشت تا زمانی که دانشگاه‌هایی مانند رادکلیف به ارائه مدرک به زنانی مانند خودش ادامه دهند، هاروارد هرگز زنان را به عنوان دانشجو نمی‌پذیرد.
در ۱۸۹۱ کالکینز با بودجه تنها ۲۰۰ دلار به تأسیس اولین آزمایشگاه اختصاص یافته به مطالعه روانشناسی در ولزلی کمک کرد. او در نهایت استاد تمام کالج ولزلی شد و در سال ۱۹۰۹ از دانشگاه کلمبیا و کالج اسمیت در سال ۱۹۱۰ مدرک افتخاری دریافت کرد. کالکینز اولین رئیس زن انجمن روانشناسی آمریکا (APA) در سال ۱۹۰۵ شد و در ۱۹۱۸ به عنوان رئیس انجمن فلسفه آمریکا انتخاب شد. از نظر سیاسی، او از اتحادیه مصرف‌کنندگان و اتحادیه آزادی‌های مدنی حمایت می‌کرد. او در سال ۱۹۳۰ بر اثر سرطان درگذشت.

## فعالیت‌ها و مشارکت‌های برجسته
تکنیک جفت‌های متداعی
در هاروارد، کالکینز تکنیک جفت‌های متداعی را ابداع کرد که شامل نشان دادن مجموعه جفتی از رنگ‌ها با اعداد به شرکت کنندگان بود که آن‌ها می‌بایست بعداً به یاد می‌آوردند که کدام رنگ با کدام عدد جفت شده بود. این تکنیک برای مطالعه حافظه مورد استفاده قرار گرفت و بعدها توسط ادوارد بردفورد تیچنر چاپ شد و وی ادعای مشارکت در پیشرفت تکنیک را کرد.
در سال ۱۸۹۵، او پایان‌نامه خود را با عنوان «تحقیق تجربی در مورد تداعی ایده‌ها» به کمیته فارغ‌التحصیلی شامل ویلیام جیمز، جوزیا رویس و هوگو مانستربرگ ارائه کرد. علیرغم تأیید متفق القول کمیته پایان‌نامه، هاروارد همچنان از اعطای مدرک تحصیلی به کالکینز خودداری کرد.
در سال ۱۸۹۵ به کالج ولزلی بازگشت و تا زمان بازنشستگی‌اش در سال ۱۹۲۷ به تدریس ادامه داد.

## آثار
- روانشناسی تجربی در کالج ولزلی. مجله آمریکایی روانشناسی
- روانشناسی به عنوان علم خود: آیا خود بدن است یا بدن دارد؟ فصلنامه فلسفه، روانشناسی و روشهای علمی
- خود در روانشناسی علمی مجله آمریکایی روانشناسی
- زندگی‌نامه مری ویتون کالکینز، تاریخچه روانشناسی در زندگی‌نامه